# Xystochroma femoratum
Xystochroma femoratum là một loài bọ cánh cứng trong họ Cerambycidae.